# Stan po zapaści
Stan po zapaści – powieść Jacka Bocheńskiego pisana w latach 1985–1986 i wydana po raz pierwszy w 1987 roku nakładem podziemnej Niezależnej Oficyny Wydawniczej NOWA. Bocheński wpadł na pomysł napisania tej książki w roku 1984, po dwóch dobach, które spędził w szpitalu.

## Opis treści
Akcja powieści rozgrywa się w szpitalu po wprowadzeniu stanu wojennego w Polsce (nie wiadomo dokładnie kiedy, lecz na pewno nie później niż w roku 1982). Narratorem i głównym bohaterem jest pisarz, który przebywa w owym szpitalu z powodu zapaści. Początkowo leży na polowym łóżku w korytarzu, następnie zostaje przeniesiony do sali. Tam rozpoczyna pisanie dziennika, który niepostrzeżenie przekształci mu się w powieść o otaczającej go rzeczywistości, o Polsce po wprowadzeniu stanu wojennego. Prowadzi zapiski w zeszycie: zapisuje rozmowy (pacjentów, gości odwiedzających chorych, personelu medycznego), wydarzenia oraz rytuały szpitalne przedstawiając tym samym grozę komunizmu. Chociaż – poprzez rekonwalescencję – zostaje chwilowo odcięty od aktywnego funkcjonowania, nie przerywa działalności konspiracyjnej: czyta po kryjomu „Tygodnik”, słucha Radia „Solidarność”, pomaga uwięzionym w szpitalu chorym, którzy chronią się tutaj przed więzieniem.

## Adaptacje
W 1988 roku Jacek Bocheński wyjechał do Niemiec i w konsekwencji tego Radio Wolna Europa zaczęło nadawać powieść w odcinkach. Jacek Bocheński sam czytał tekst.
Sekcja polska BBC nadawała powieść w maju i czerwcu 1988 roku. Tekst czytali zawodowi aktorzy.
Teatr Polskiego Radia emitował słuchowisko na podstawie Stanu po zapaści w reżyserii Jerzego Markuszewskego i adaptacji Hanny Marzańskiej. Premiera: 14 grudnia 1996 roku.
Książka została również przeniesiona na ekran Teatru Telewizji w reżyserii Jerzego Markuszewskiego, adaptacji Hanny Marzańskiej, z Piotrem Fronczewskim w roli głównej. Premiera miała miejsce 11 grudnia 1997 roku.

## Nagrody
- Nagroda Kulturalna Solidarności (1987)

## Wydania
- Jacek Bocheński, Stan po zapaści, Niezależna Oficyna Wydawnicza Nowa (II obieg), 1987.
- Jacek Bocheński, Stan po zapaści, Aneks, Londyn 1988.
- Jacek Bocheński, Stan po zapaści, Niezależna Oficyna Wydawnicza Nowa, 1990.
- Jacek Bocheński, Stan po zapaści, Oficyna Wydawnicza Volumen – Wydawnictwo Bellona, 2009.

### Tłumaczenia
Powieść została przetłumaczona na języki:
- francuski (Etat de pesanteur, Montricher: Edition Noir sur Blanc, 1995),
- ukraiński (Stan pislja kolapsy, tłum. Wiktor Dmitruk, Lwów: Piramida, 2014).